# Ru du Bois
Le ru du Bois est un petit cours d'eau du Val-d'Oise, affluent de la rive gauche de l'Oise.

## Géographie
Le ru du Bois coule dans un sens est-ouest au nord de la forêt de L'Isle-Adam sur deux kilomètres. Il prend sa source à Presles et se jette dans l'Oise à Mours, face à la commune de Champagne-sur-Oise, après avoir brièvement traversé le territoire de la commune de L'Isle-Adam. La longueur de son cours d'eau est de 1,99 km.